# Bernd Thijs
Bernd Thijs (n. Hasselt, Bélgica, 28 de junio de 1978) es un exfutbolista belga, que se desempeñó como mediocampista y militó en diversos clubes de Bélgica, Turquía y Alemania. 

## Selección nacional
Thijs jugó 6 partidos internacionales, para la selección nacional belga y no anotó goles. Participó con la selección belga, en una sola edición de la Copa Mundial, que fue en la cita de Corea del Sur y Japón 2002, donde la selección belga quedó eliminada, en la fase de los Octavos de final, tras perder ante Brasil, que terminó siendo campeón invicto de aquel mundial.

## Clubes
| Club                     | País     | Año         |
| ------------------------ | -------- | ----------- |
| Standard de Lieja        | Bélgica  | 1995 - 2000 |
| Genk                     | Bélgica  | 2000 - 2004 |
| Trabzonspor              | Turquía  | 2004        |
| Borussia Mönchengladbach | Alemania | 2005 - 2007 |
| Gent                     | Bélgica  | 2007 - 2014 |

## Participaciones en Copas del Mundo
| Mundial                        | Sede                  | Resultado        |
| ------------------------------ | --------------------- | ---------------- |
| Copa Mundial de Fútbol de 2002 | Corea del Sur y Japón | Octavos de final |